# Montes Tannu-Ola
Os monte Tannu-Ola (em tuviniano: Таңды-Уула, Tangdy-Uula; em mongol:  Тагны уулс, Тagny Uuls) é uma cadeia de montanhas no sul da Sibéria, na República de Tuva, Rússia. Ela se estende na direção leste-oeste e se curva ao longo da fronteira com a Mongólia. Seu pico mais alto atinge 2 930 m.